# Zat'ni'katel

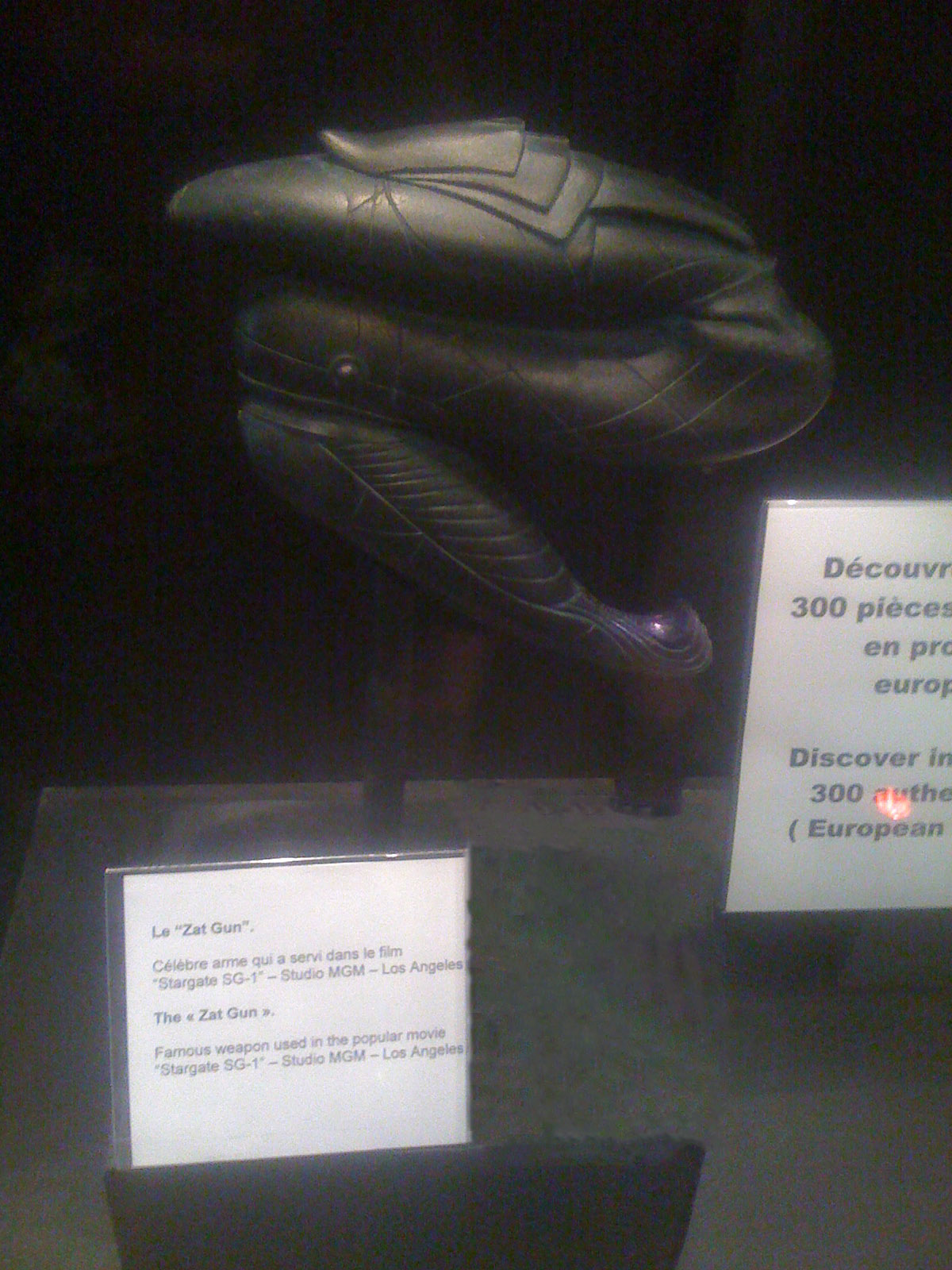
Zat'ni'katel

Een zat'ni'katel of verdovingswapen is Goa'uld technologie en is afkomstig uit het fictieve Stargate universum.
Een zat'ni'katel is gemaakt van het buitenaardse mineraal naquahdah. Dit verdovingswapen is minder sterk dan een Goa'uld stafwapen en kan in één hand gedragen worden terwijl een stafwapen in twee handen gedragen moet worden. Het SGC gebruikt deze wapens als ze ontsnappende vijanden willen verdoven die ze nog willen ondervragen.

## Gebruik
Hoewel dit wapen als primaire functie verdoven heeft kan het ook doden. Eén keer schieten verdooft en geeft veel pijn, twee keer kort na elkaar schieten doodt het slachtoffer en drie keer schieten ontbindt het slachtoffer. Dit laatste wordt zelden gebruikt, waarschijnlijk om ethische redenen en om onderzoek naar de gevangene te doen als deze buitenaards is.
Als dit wapen zich klaart maakt om te vuren wordt het ontplooid zoals een slang die haar kop omhoog steekt en een geluid wordt geproduceerd als het wapen klaar is om te vuren. Als het vuurt produceert het een blauwe energiestraal waarna het geraakte slachtoffer stil blijft staan, door blauwe energiestoten wordt omgeven en daarna neervalt.

## Technologie
Net zoals de Goa'uld stafwapens bevat de zat'ni'katel een energiekern van vloeibaar naquahdah. Dit is een zeer duurzame energiebron en kan vele schoten produceren, het gewilde effect van een wapen van deze klasse.
Bron: Stargate Scifipedia